# Journal of the American Medical Association
JAMA: The Journal of the American Medical Association («Журнал Американской медицинской ассоциации») — еженедельный международный медицинский научный журнал, издаваемый American Medical Association. По состоянию на 2010 год JAMA является самым читаемым медицинским журналом в мире. Импакт-фактор (2011) = 30,026.

## История
Журнал был основан в 1883 году и с тех пор издаётся непрерывно.
С самого первого выпуска JAMA публикует материалы исследований и работ, принадлежащие не Ассоциации, а авторам самих материалов. Таким образом American Medical Association снимает с себя какую-либо ответственность за использование, неиспользование или неверное использование публикуемых материалов.

## Рубрики и типы материалов
На регулярной основе JAMA публикует материалы следующих типов:
- Заметки редактора
- Комментарии
- Медицинские новости
- Обзоры и отзывы
- Оригинальные исследования
- Переписка
- Статистические данные
- Эссе

## Издания на других языках
По состоянию на начало 2010 года журнал издаётся на 21 языке.